# الحزب الاشتراكي الثوري (الهند)

علم الحزب

الحزب الاشتراكي الثوري هو حزب سياسي شيوعي في الهند. تأسس الحزب في عام 1940.
أمين عام الحزب هو ك. بنكجكشن.
المنظمة الشبابية للحزب هي جبهة الشبيبة الثورية.
في الانتخابات البرلمانية لعام 2004 حصل الحزب على 1.28 صوت (0.4%, 3 مقاعد).